# ماركوس فينيسيوس توليدو
ماركوس فينيسيوس توليدو (بالبرتغالية: Marcus Vinicius Toledo‏) مواليد 10 يوليو 1986، هو لاعب كرة سلة برازيلي بدأ مسيرته الاحترافية في سنة 2003 يلعب مع فريق بينهيروس لكرة السلة. يبلغ طوله 6 قدم 8 بوصة (2.0 م).

## فرق لعب لها
- باسكت مانريسا
- بينهيروس لكرة السلة

## روابط خارجية
- ماركوس فينيسيوس توليدو على موقع الاتحاد الدولي لكرة السلة (الإنجليزية)
- ماركوس فينيسيوس توليدو على موقع الدوري الإسباني لكرة السلة (الإسبانية)
- ماركوس فينيسيوس توليدو على موقع كرة السلة الأوروبية.كوم (الإنجليزية)
- ماركوس فينيسيوس توليدو على موقع ريلجم (الإنجليزية)
- ماركوس فينيسيوس توليدو على موقع بروبوليرز (الإنجليزية)
- ماركوس فينيسيوس توليدو على موقع سبورتس رفرنس (الإنجليزية)